# Тянко Йорданов
Тянко Колев Йорданов е български учен – географ, както и водещ на телевизионното предаване „Атлас“.
Той е дългогодишен преподавател по география в 3 български висши училища – ВУССН „Димитър А. Ценов“, СУ „Климент Охридски“ и Висшия икономически институт „Карл Маркс“, където е избран за професор по икономическа география (1956).

## Биография
Роден е в село Княз Борисово, Харманлийско, на 16 август 1914 г. Завършва гимназия в Хасково през 1933 г. и специалност „География“ в Софийския университет „Св. Климент Охридски“ през 1937 г.
Работи като преподавател в старозагорската Търговска гимназия от 1938, във Висшето училище за стопански и социални науки „Димитър А. Ценов“ (дн. Стопанска академия „Димитър А. Ценов“) в Свищов от 1947 г., в Софийския университет „Климент Охридски“ от 1948 г. и във Висшия икономически институт „Карл Маркс“ (дн. Университет за национално и световно стопанство) в София от 1956 г.
Заедно с Екатерина Илиева той е съосновател на телевизионната рубрика „Атлас“, която започва предаванията си на 6 октомври 1968, както и неин водещ в периода от 1968 до 1985 г.